# Eleonora van Engeland (1318-1355)

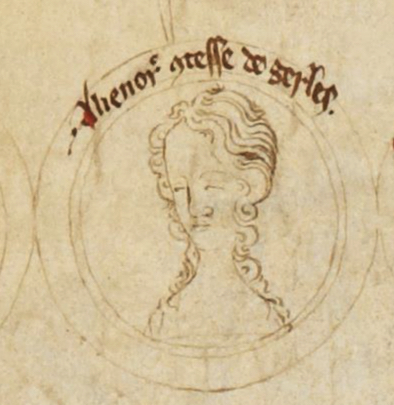
Eleanor van Woodstock

Eleonora van Engeland (kasteel Woodstock (Oxford) 8 juni 1318 – Deventer, 22 april 1355) ook bekend als Alianora van Woodstock, was het derde kind en oudste dochter van koning Eduard II van Engeland en Isabella van Frankrijk. Ze was een jongere zus van Eduard III van Engeland en was de tweede echtgenote van graaf, later hertog, Reinoud II van Gelre. Als hertoginweduwe was ze regentes voor haar minderjarige zoon Reinoud III van Gelre.

## Levensloop
Ze werd geboren op kasteel Woodstock in Oxfordshire en vernoemd naar haar grootmoeder, Eleanora van Castilië. Voor haar doop werd 333 pond uitgegeven door haar vader. In haar jeugdjaren die ze in Essex doorbracht verkeerde Engeland in een diepe crisis en was getroffen door hongersnood.
In 1324 werd ze onder voogdij gebracht bij haar nicht Eleanor de Clare, met wie haar vader een relatie zou hebben, en daarna onder voogdij van Ralph de Mothermer en Isabella Hastings, samen met haar zus Joan van de Toren in Pleshey. In 1325 verliet haar moeder het land en vertrok naar Frankrijk. In 1327 werd haar vader vermoord. Vanaf 1328 verbleef ze aan het Londense hof van haar broer Eduard III die begin dat jaar gehuwd was met Filippina van Henegouwen onder wier hoede Eleonora kwam.

### Huwelijksonderhandelingen
In 1325 waren er onderhandelingen tussen Engeland en Castilië om de zesjarige Eleanora uit te huwelijken aan Alfons XI van Castilië, de latere koning van Castilië en León. Haar vader probeerde een dubbelhuwelijk te arrangeren, haar broertje Edward zou tegelijkertijd huwen met een Castiliaanse prinses. De onderhandelingen werden vroegtijdig afgebroken. Haar broer koning Eduard III onderhandelde in 1329/1330 over een huwelijk met een Franse dauphin en met de infante van Aragón.
Uit alle mislukte pogingen blijkt dat voor Eleonora een huwelijkskandidaat met koninklijk bloed werd gezocht, waarvan er een zelfs koning werd. Daarom is het opvallend dat de koningsdochter uiteindelijk huwde met iemand met een lage grafelijk rang, die zelfs niet tot de rijksstand behoorde. Eduard III had met Reinald II onderhandelingen gevoerd over een verbond in verband met de Engels-Franse conflicten, maar daarvoor was een huwelijk met zijn zuster geen inzet geweest. Temeer daar Eleonora geen bruidsschat meekreeg, moet het initiatief van Reinald II gekomen zijn. Mogelijk heeft Willem III van Holland, schoonvader van de Engelse koning, die belang had bij een Engels-Gelres verbond, bemiddeld, of zelfs geheel eigenmachtig het huwelijksproject bevorderd.

### Huwelijk met graaf, vanaf 1339 hertogReinoud II van Gelre
Op 24 oktober 1331 (voor Engeland mei 1332) huwde Eleanora in Nijmegen met Graaf Reinoud II van Gelre, bijgenaamd de Rode of de Zwarte, uit het huis Wassenberg, Hij was een weduwnaar met vier onvolwassen dochters en veel schulden. Bij zijn onverwachte dood in 1343 waren zijn schulden nog verder opgelopen door zijn verbond met de Engelse koning en de hoge kosten van zijn hofhouding na zijn verheffing tot hertog. Ondanks zijn verdiensten hadden met name de steden kritiek op hem. Reinald zou tijdens een viering van de heilige mis overleden zijn doordat hij van zijn stoel viel en zijn nek brak. Dat hij uitgerekend tijdens een godsdienstoefening overleed zag men als een straf van God wat hem de bijnaam de Zwarte opleverde, wat schuld aan dood en onheil impliceert. Volgens de overlevering had hij de bijnaam de Rode vanwege zijn rode haar.
Van de huwelijksvoltrekking werd op 24 oktober 1331 een notariële verklaring opgemaakt. Voorafgaand aan het huwelijk waren op 20 oktober 1331 de bepalingen in oorkonden vastgelegd. In de veertiende eeuw was door de bemoeienis van de steden een huwelijk geen privé-aangelegenheid meer voor de dynastie, maar een publieke zaak geworden. Voor de huwelijksovereenkomst tussen Reinoud en Eleonora stelden, naast 71 ridders, veertien steden zich borg voor de handhaving van de bepalingen.

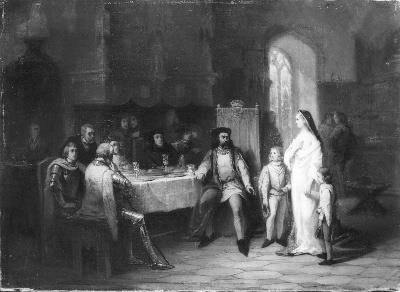
Eleanora met haar twee zoons, staand voor Reinoud II van Gelre, met haar voorspelling dat het huis Wassenberg een voortijdig einde zou kennen (1343). schilderij Hendrik Jacobus Scholten.

Toen Eleonora vanaf Sandwich de overtocht maakte naar de Lage landen, bestond haar bruidsschat uit een trouwjurk van Spaanse makelij, met daarbij handschoenen, schoenen, hoofdtooi, een bed en diverse dure goederen. Ze werd goed ontvangen in Gelre en ze schonk Reinoud twee zonen:
- Reinoud III van Gelre (1333-1371)
- Eduard van Gelre(1336-1371)

Reinoud II en Eleonora leken een goed huwelijk te hebben, maar tussen 1340-1343 werden door een aantal vertrouwelingen van Reinoud beweerd dat zijn vrouw symptomen van melaatsheid vertoonde. Reinoud II nam deze geruchten die op niks leken gebaseerd serieus aan en verstootte zijn vrouw. Zij verbleef op het kasteel Rosendael met haar twee zonen, maar kon niet leven met haar verbanning van het hof van Nijmegen. Ze besloot op zekere dag met haar twee zonen aan haar handen, helemaal naar het Valkhof in Nijmegen te lopen waar Reinoud met zijn hofraad vergaderde. Daar liep ze de zaal in en wierp haar jurk van zich af en liet zien dat ze geen lepra onder de leden had. Ze sprak ook de woorden dat het huis Wassenberg een voortijdig einde zou hebben

### Regentes (1343-1344)
Sinds haar scheiding resideerde Eleonora op de Veluwe waar ze een zelfstandige hofhouding voerde en waar ze een kring van getrouwen verzameld had. Intussen had zich rond het Gelderse Hof rond Johan Moliart, de kanselier en belangrijkste raadsheer van Reinald en spil van het centrale bestuur van Gelre, de Franse partij gevormd. Deze partij bereidde zich voor om over te lopen naar de zijde van Filips van Valois van Frankrijk. Vermoedelijk met instemming van Reinald II die altijd bekend had gestaan als een partijganger van koning Edward III van Engeland, maar onder regie van Johan Moliart in 1343 al contact had gehad met de Franse koning.
Na het overlijden van Reinald II op 12 oktober 1343 nam Eleonora de voogdij over hun tienjarige zoon Reinald III op zich. Vanaf die tijd voerde zij het bewind over het hertogdom Gelre en het graafschap Zutphen en controleerde ze de financiën. Eleonora en haar zoon werden omringd door een aantal edelen en ministerialen uit de ridderschap, die
haar in het bestuur ter zijde stonden.
Als regentes had Eleonora twee familieleden van de minderjarige hertog naast zich te dulden, Dirk van Valkenburg, heer van Monchau, Valkenburg en Voorne, burggraaf van Zeeland, en achterneef van Reinald III, en diens oom Johan van Valkenburg, heer van Born en Sittard. Dirk van Valkenburg had de Nijmeegse burcht ingenomen en had grote invloed op het bestuur. Hij voerde de titel overste berechter. Zijn oom Johan bekleedde de functie van overste rentmeester, wat een belangrijk ambt was. Bovendien had hij zitting in de hertogelijke raad. Het was met Johan van Valkenburg dat Reinald III op 12 maart 1344 voor het eerst in een oorkonde voorkomt. Vanaf 20 september 1344 vaardigde Reinald III samen met zijn moeder Eleonora oorkonden uit, waarbij hij over een eigen zegel beschikte. Het op eigen naam handelen door de jonge hertog was mogelijk op aandringen van een deel van de ridderschap. De ridderschap was verdeeld wat samenging met de conflicten tussen Reinald en zijn jongere broer Eduard.
Tijdens haar (korte) regeringsperiode had Eleonora slechts twee munthuizen waar zij haar eigen munten liet slaan, een in Harderwijk en de ander in Geldern. Voor het Geldernse munthuis waren de munten van Eleonora de laatste emissie. Haar echtgenoot had munthuizen in Arnhem, Harderwijk en Elburg, in Nijmegen, in Geldern en Roermond.

### Laatste jaren (1344-1353)
Na 1344 trok Eleanora zich terug uit het openbare leven. Ze verbleef de laatste jaren van haar leven in Deventer. Eleanora overleed in 1355 op 36-jarige leeftijd en werd begraven in de Broederenkerk die mogelijk door haar is gesticht.

## Trivia
- Er is een naamgenoot: Eleonora van Engeland (1162-1214), dochter van koning Hendrik II van Engeland, getrouwd met koning Alfons VII van León en Castilië.
- De Nederlandse dichter P.C. Boutens publiceerde in 1910 een aan haar gewijd toneelspel: Alianora, met als ondertitel "Spel van het huwelijk van Reynalt van Nassaw, hertog van Gelre, en Alianora van Engeland".

## Kwartierstaat (voorouders)
| Hendrik III van Engeland (1207-1272) | Hendrik III van Engeland (1207-1272) | Hendrik III van Engeland (1207-1272) | Hendrik III van Engeland (1207-1272) | Hendrik III van Engeland (1207-1272) | Hendrik III van Engeland (1207-1272) | Eleonora van Provence (ca. 1223-1291) | Eleonora van Provence (ca. 1223-1291) | Eleonora van Provence (ca. 1223-1291) | Eleonora van Provence (ca. 1223-1291) | Eleonora van Provence (ca. 1223-1291) | Eleonora van Provence (ca. 1223-1291) |                                     |                                     | Ferdinand III van Castilië (1199-1252) | Ferdinand III van Castilië (1199-1252) | Ferdinand III van Castilië (1199-1252) | Ferdinand III van Castilië (1199-1252) | Ferdinand III van Castilië (1199-1252) | Ferdinand III van Castilië (1199-1252) | Johanna van Dammartin (ca. 1220-1279) | Johanna van Dammartin (ca. 1220-1279) | Johanna van Dammartin (ca. 1220-1279) | Johanna van Dammartin (ca. 1220-1279) | Johanna van Dammartin (ca. 1220-1279) | Johanna van Dammartin (ca. 1220-1279) |  |  | Filips III van Frankrijk (1245-1285) | Filips III van Frankrijk (1245-1285) | Filips III van Frankrijk (1245-1285) | Filips III van Frankrijk (1245-1285) | Filips III van Frankrijk (1245-1285) | Filips III van Frankrijk (1245-1285) | Isabella van Aragón (1247-1271)     | Isabella van Aragón (1247-1271)     | Isabella van Aragón (1247-1271)     | Isabella van Aragón (1247-1271)     | Isabella van Aragón (1247-1271)    | Isabella van Aragón (1247-1271)    |                                    |                                    | Hendrik I van Navarra (ca. 1244-1274) | Hendrik I van Navarra (ca. 1244-1274) | Hendrik I van Navarra (ca. 1244-1274) | Hendrik I van Navarra (ca. 1244-1274) | Hendrik I van Navarra (ca. 1244-1274) | Hendrik I van Navarra (ca. 1244-1274) | Blanca van Artesië (1248-1302)    | Blanca van Artesië (1248-1302)    | Blanca van Artesië (1248-1302) | Blanca van Artesië (1248-1302) | Blanca van Artesië (1248-1302) | Blanca van Artesië (1248-1302) |  |  |  |  |  |  |  |  |  |  |  |  |  |  |  |  |  |  |  |  |  |  |  |  |  |  |  |  |  |  |  |  |  |  |  |  |  |  |  |  |  |  |  |  |  |  |  |  |
| Hendrik III van Engeland (1207-1272) | Hendrik III van Engeland (1207-1272) | Hendrik III van Engeland (1207-1272) | Hendrik III van Engeland (1207-1272) | Hendrik III van Engeland (1207-1272) | Hendrik III van Engeland (1207-1272) | Eleonora van Provence (ca. 1223-1291) | Eleonora van Provence (ca. 1223-1291) | Eleonora van Provence (ca. 1223-1291) | Eleonora van Provence (ca. 1223-1291) | Eleonora van Provence (ca. 1223-1291) | Eleonora van Provence (ca. 1223-1291) |                                     |                                     | Ferdinand III van Castilië (1199-1252) | Ferdinand III van Castilië (1199-1252) | Ferdinand III van Castilië (1199-1252) | Ferdinand III van Castilië (1199-1252) | Ferdinand III van Castilië (1199-1252) | Ferdinand III van Castilië (1199-1252) | Johanna van Dammartin (ca. 1220-1279) | Johanna van Dammartin (ca. 1220-1279) | Johanna van Dammartin (ca. 1220-1279) | Johanna van Dammartin (ca. 1220-1279) | Johanna van Dammartin (ca. 1220-1279) | Johanna van Dammartin (ca. 1220-1279) |  |  | Filips III van Frankrijk (1245-1285) | Filips III van Frankrijk (1245-1285) | Filips III van Frankrijk (1245-1285) | Filips III van Frankrijk (1245-1285) | Filips III van Frankrijk (1245-1285) | Filips III van Frankrijk (1245-1285) | Isabella van Aragón (1247-1271)     | Isabella van Aragón (1247-1271)     | Isabella van Aragón (1247-1271)     | Isabella van Aragón (1247-1271)     | Isabella van Aragón (1247-1271)    | Isabella van Aragón (1247-1271)    |                                    |                                    | Hendrik I van Navarra (ca. 1244-1274) | Hendrik I van Navarra (ca. 1244-1274) | Hendrik I van Navarra (ca. 1244-1274) | Hendrik I van Navarra (ca. 1244-1274) | Hendrik I van Navarra (ca. 1244-1274) | Hendrik I van Navarra (ca. 1244-1274) | Blanca van Artesië (1248-1302)    | Blanca van Artesië (1248-1302)    | Blanca van Artesië (1248-1302) | Blanca van Artesië (1248-1302) | Blanca van Artesië (1248-1302) | Blanca van Artesië (1248-1302) |  |  |  |  |  |  |  |  |  |  |  |  |  |  |  |  |  |  |  |  |  |  |  |  |  |  |  |  |  |  |  |  |  |  |  |  |  |  |  |  |  |  |  |  |  |  |  |  |
|                                      |                                      |                                      |                                      |                                      |                                      |                                       |                                       |                                       |                                       |                                       |                                       |                                     |                                     |                                        |                                        |                                        |                                        |                                        |                                        |                                       |                                       |                                       |                                       |                                       |                                       |  |  |                                      |                                      |                                      |                                      |                                      |                                      |                                     |                                     |                                     |                                     |                                    |                                    |                                    |                                    |                                       |                                       |                                       |                                       |                                       |                                       |                                   |                                   |                                |                                |                                |                                |  |  |  |  |  |  |  |  |  |  |  |  |  |  |  |  |  |  |  |  |  |  |  |  |  |  |  |  |  |  |  |  |  |  |  |  |  |  |  |  |  |  |  |  |  |  |  |  |
|                                      |                                      |                                      |                                      | Eduard I van Engeland (1239-1307)    | Eduard I van Engeland (1239-1307)    | Eduard I van Engeland (1239-1307)     | Eduard I van Engeland (1239-1307)     | Eduard I van Engeland (1239-1307)     | Eduard I van Engeland (1239-1307)     |                                       |                                       |                                     |                                     |                                        |                                        | Eleonora van Castilië (1241-1290)      | Eleonora van Castilië (1241-1290)      | Eleonora van Castilië (1241-1290)      | Eleonora van Castilië (1241-1290)      | Eleonora van Castilië (1241-1290)     | Eleonora van Castilië (1241-1290)     |                                       |                                       |                                       |                                       |  |  |                                      |                                      |                                      |                                      | Filips IV van Frankrijk (1268-1314)  | Filips IV van Frankrijk (1268-1314)  | Filips IV van Frankrijk (1268-1314) | Filips IV van Frankrijk (1268-1314) | Filips IV van Frankrijk (1268-1314) | Filips IV van Frankrijk (1268-1314) |                                    |                                    |                                    |                                    |                                       |                                       | Johanna I van Navarra (1273-1305)     | Johanna I van Navarra (1273-1305)     | Johanna I van Navarra (1273-1305)     | Johanna I van Navarra (1273-1305)     | Johanna I van Navarra (1273-1305) | Johanna I van Navarra (1273-1305) |                                |                                |                                |                                |  |  |  |  |  |  |  |  |  |  |  |  |  |  |  |  |  |  |  |  |  |  |  |  |  |  |  |  |  |  |  |  |  |  |  |  |  |  |  |  |  |  |  |  |  |  |  |  |
|                                      |                                      |                                      |                                      | Eduard I van Engeland (1239-1307)    | Eduard I van Engeland (1239-1307)    | Eduard I van Engeland (1239-1307)     | Eduard I van Engeland (1239-1307)     | Eduard I van Engeland (1239-1307)     | Eduard I van Engeland (1239-1307)     |                                       |                                       |                                     |                                     |                                        |                                        | Eleonora van Castilië (1241-1290)      | Eleonora van Castilië (1241-1290)      | Eleonora van Castilië (1241-1290)      | Eleonora van Castilië (1241-1290)      | Eleonora van Castilië (1241-1290)     | Eleonora van Castilië (1241-1290)     |                                       |                                       |                                       |                                       |  |  |                                      |                                      |                                      |                                      | Filips IV van Frankrijk (1268-1314)  | Filips IV van Frankrijk (1268-1314)  | Filips IV van Frankrijk (1268-1314) | Filips IV van Frankrijk (1268-1314) | Filips IV van Frankrijk (1268-1314) | Filips IV van Frankrijk (1268-1314) |                                    |                                    |                                    |                                    |                                       |                                       | Johanna I van Navarra (1273-1305)     | Johanna I van Navarra (1273-1305)     | Johanna I van Navarra (1273-1305)     | Johanna I van Navarra (1273-1305)     | Johanna I van Navarra (1273-1305) | Johanna I van Navarra (1273-1305) |                                |                                |                                |                                |  |  |  |  |  |  |  |  |  |  |  |  |  |  |  |  |  |  |  |  |  |  |  |  |  |  |  |  |  |  |  |  |  |  |  |  |  |  |  |  |  |  |  |  |  |  |  |  |
|                                      |                                      |                                      |                                      |                                      |                                      |                                       |                                       |                                       |                                       | Eduard II van Engeland (1284-1327)    | Eduard II van Engeland (1284-1327)    | Eduard II van Engeland (1284-1327)  | Eduard II van Engeland (1284-1327)  | Eduard II van Engeland (1284-1327)     | Eduard II van Engeland (1284-1327)     |                                        |                                        |                                        |                                        |                                       |                                       |                                       |                                       |                                       |                                       |  |  |                                      |                                      |                                      |                                      |                                      |                                      |                                     |                                     |                                     |                                     | Isabella van Frankrijk (1292-1358) | Isabella van Frankrijk (1292-1358) | Isabella van Frankrijk (1292-1358) | Isabella van Frankrijk (1292-1358) | Isabella van Frankrijk (1292-1358)    | Isabella van Frankrijk (1292-1358)    |                                       |                                       |                                       |                                       |                                   |                                   |                                |                                |                                |                                |  |  |  |  |  |  |  |  |  |  |  |  |  |  |  |  |  |  |  |  |  |  |  |  |  |  |  |  |  |  |  |  |  |  |  |  |  |  |  |  |  |  |  |  |  |  |  |  |
|                                      |                                      |                                      |                                      |                                      |                                      |                                       |                                       |                                       |                                       | Eduard II van Engeland (1284-1327)    | Eduard II van Engeland (1284-1327)    | Eduard II van Engeland (1284-1327)  | Eduard II van Engeland (1284-1327)  | Eduard II van Engeland (1284-1327)     | Eduard II van Engeland (1284-1327)     |                                        |                                        |                                        |                                        |                                       |                                       |                                       |                                       |                                       |                                       |  |  |                                      |                                      |                                      |                                      |                                      |                                      |                                     |                                     |                                     |                                     | Isabella van Frankrijk (1292-1358) | Isabella van Frankrijk (1292-1358) | Isabella van Frankrijk (1292-1358) | Isabella van Frankrijk (1292-1358) | Isabella van Frankrijk (1292-1358)    | Isabella van Frankrijk (1292-1358)    |                                       |                                       |                                       |                                       |                                   |                                   |                                |                                |                                |                                |  |  |  |  |  |  |  |  |  |  |  |  |  |  |  |  |  |  |  |  |  |  |  |  |  |  |  |  |  |  |  |  |  |  |  |  |  |  |  |  |  |  |  |  |  |  |  |  |
|                                      |                                      |                                      |                                      |                                      |                                      |                                       |                                       |                                       |                                       |                                       |                                       |                                     |                                     |                                        |                                        |                                        |                                        |                                        |                                        |                                       |                                       |                                       |                                       |                                       |                                       |  |  |                                      |                                      |                                      |                                      |                                      |                                      |                                     |                                     |                                     |                                     |                                    |                                    |                                    |                                    |                                       |                                       |                                       |                                       |                                       |                                       |                                   |                                   |                                |                                |                                |                                |  |  |  |  |  |  |  |  |  |  |  |  |  |  |  |  |  |  |  |  |  |  |  |  |  |  |  |  |  |  |  |  |  |  |  |  |  |  |  |  |  |  |  |  |  |  |  |  |
|                                      |                                      |                                      |                                      |                                      |                                      |                                       |                                       |                                       |                                       |                                       |                                       |                                     |                                     |                                        |                                        |                                        |                                        |                                        |                                        |                                       |                                       |                                       |                                       |                                       |                                       |  |  |                                      |                                      |                                      |                                      |                                      |                                      |                                     |                                     |                                     |                                     |                                    |                                    |                                    |                                    |                                       |                                       |                                       |                                       |                                       |                                       |                                   |                                   |                                |                                |                                |                                |  |  |  |  |  |  |  |  |  |  |  |  |  |  |  |  |  |  |  |  |  |  |  |  |  |  |  |  |  |  |  |  |  |  |  |  |  |  |  |  |  |  |  |  |  |  |  |  |
|                                      |                                      |                                      |                                      |                                      |                                      |                                       |                                       |                                       |                                       |                                       |                                       | Eduard III van Engeland (1312-1377) | Eduard III van Engeland (1312-1377) | Eduard III van Engeland (1312-1377)    | Eduard III van Engeland (1312-1377)    | Eduard III van Engeland (1312-1377)    | Eduard III van Engeland (1312-1377)    |                                        |                                        | Jan van Eltham (1316-1336)            | Jan van Eltham (1316-1336)            | Jan van Eltham (1316-1336)            | Jan van Eltham (1316-1336)            | Jan van Eltham (1316-1336)            | Jan van Eltham (1316-1336)            |  |  | Eleonora van Engeland (1318-1355)    | Eleonora van Engeland (1318-1355)    | Eleonora van Engeland (1318-1355)    | Eleonora van Engeland (1318-1355)    | Eleonora van Engeland (1318-1355)    | Eleonora van Engeland (1318-1355)    |                                     |                                     | Johanna van Engeland (1321-1362)    | Johanna van Engeland (1321-1362)    | Johanna van Engeland (1321-1362)   | Johanna van Engeland (1321-1362)   | Johanna van Engeland (1321-1362)   | Johanna van Engeland (1321-1362)   |                                       |                                       |                                       |                                       |                                       |                                       |                                   |                                   |                                |                                |                                |                                |  |  |  |  |  |  |  |  |  |  |  |  |  |  |  |  |  |  |  |  |  |  |  |  |  |  |  |  |  |  |  |  |  |  |  |  |  |  |  |  |  |  |  |  |  |  |  |  |